# Theretra sugii
Theretra sugii là một loài bướm đêm thuộc họ Sphingidae. Nó được tìm thấy ở Philippines.
Chiều dài cánh trước là 40–43 mm. Nó khác với các loài Theretra khác ở hình dạng cánh trước.